# Bahnstrecke Chlumec nad Cidlinou–Městec Králové
| Kursbuchstrecke (SŽ): | 028                  |                                           |                                           |
| Streckenlänge: | 13,657 km            |                                           |                                           |
| Spurweite: | 1435 mm (Normalspur) |                                           |                                           |
| Streckenklasse: | C4                   |                                           |                                           |
| Maximale Neigung: | 12 ‰                 |                                           |                                           |
| Streckengeschwindigkeit: | 60 km/h              |                                           |                                           |
| |                      |                                           |                                           |
| \| \| \| von Międzylesie (vorm. ÖNWB) \| \| \| \| \| von Trutnov (vorm. ÖNWB) \| \| \| \| 0,000 \| Chlumec nad Cidlinou früher Chlumetz \| Chlumec nad Cidlinou früher Chlumetz \| \| \| \| nach Velký Osek (vorm. ÖNWB) \| \| \| \| 6,105 \| Lovčice obec \| Lovčice obec \| \| \| 7,357 \| Slibovice bis 2011 Lovčice, früher Lovčic \| Slibovice bis 2011 Lovčice, früher Lovčic \| \| \| 9,547 \| Běrunice früher Běrunic \| Běrunice früher Běrunic \| \| \| 13,657 \| Městec Králové früher Königstadtl \| Městec Králové früher Königstadtl \| \| \| \| nach Odb. Obora (vorm. BCB) \| \| |                      |                                           |                                           |
| Strecke |                      | von Międzylesie (vorm. ÖNWB)              | von Międzylesie (vorm. ÖNWB)              |
| Abzweig geradeaus und von rechts |                      | von Trutnov (vorm. ÖNWB)                  | von Trutnov (vorm. ÖNWB)                  |
| Bahnhof | 0,000                | Chlumec nad Cidlinou früher Chlumetz      | Chlumec nad Cidlinou früher Chlumetz      |
| Abzweig geradeaus und nach links |                      | nach Velký Osek (vorm. ÖNWB)              | nach Velký Osek (vorm. ÖNWB)              |
| Haltepunkt / Haltestelle | 6,105                | Lovčice obec                              | Lovčice obec                              |
| Haltepunkt / Haltestelle | 7,357                | Slibovice bis 2011 Lovčice, früher Lovčic | Slibovice bis 2011 Lovčice, früher Lovčic |
| Haltepunkt / Haltestelle | 9,547                | Běrunice früher Běrunic                   | Běrunice früher Běrunic                   |
| Bahnhof | 13,657               | Městec Králové früher Königstadtl         | Městec Králové früher Königstadtl         |
| Strecke |                      | nach Odb. Obora (vorm. BCB)               | nach Odb. Obora (vorm. BCB)               |

Die Bahnstrecke Chlumec nad Cidlinou–Městec Králové ist eine Nebenbahn („regionální dráha“) in Tschechien, die ursprünglich durch die Lokalbahn Chlumetz–Königstadtl  (tschech.: Místní dráha Chlumec–Králové Městec) als staatlich garantierte Lokalbahn erbaut wurde. Sie verläuft von Chlumec nad Cidlinou (Chlumetz) nach Městec Králové (Königstadtl).

## Geschichte
Die Konzession für die Lokalbahn von Chlumetz nach Königstadtl erhielt „der Fabriksbesitzer Karl Frič“ am 3. Juni 1899.  Am 9. Mai 1901 wurde die Strecke eröffnet. Den Betrieb führten die k.k.  Staatsbahnen (kkStB) für Rechnung der Lokalbahn Chlumetz–Königstadtl aus.

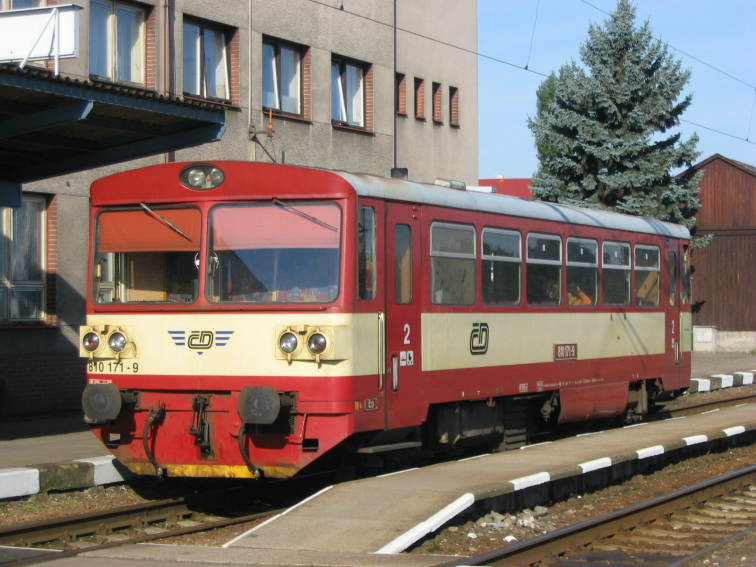
Bahnhof Chlumec nad Cidlinou (2006)

Im Jahr 1912 wies der Fahrplan der Lokalbahn täglich drei gemischte Zugpaare 2. und 3. Klasse aus. Sie benötigten für die 14 Kilometer lange Strecke Chlumetz–Königstadtl 38–41 Minuten. In Königstadtl bestand dabei kein direkter Anschluss an die Züge von und nach Křinec.
Nach dem für Österreich-Ungarn verlorenen Ersten Weltkrieg ging die Betriebsführung an die neu gegründeten Tschechoslowakischen Staatsbahnen (ČSD) über. Am 1. Januar 1925 wurde die Lokalbahn Chlumetz–Königstadtl per Gesetz verstaatlicht und die Strecke wurde ins Netz der ČSD integriert.
Im Zweiten Weltkrieg lag die Strecke zur Gänze im Protektorat Böhmen und Mähren. Betreiber waren jetzt die Protektoratsbahnen Böhmen und Mähren (ČMD-BMB). Am 9. Mai 1945 kam die Strecke wieder vollständig zu den ČSD.
Am 1. Januar 1993 ging die Strecke im Zuge der Auflösung der Tschechoslowakei an die neu gegründeten České dráhy (ČD) über. Seit 2003 gehört sie zum Netz des staatlichen Infrastrukturbetreibers Správa železniční dopravní cesty (SŽDC).
Im Fahrplan 2012 verzeichnet der Fahrplan werktags elf Reisezugpaare, die zum Teil nach Stará Paka durchgebunden werden. Samstags, sonntags und feiertags verkehren vier.

## Lokomotiven
Für Rechnung der Lokalbahn Chlumetz–Königstadtl beschafften die kkStB zwei Lokomotiven der Reihe 97. Die Lokomotiven besaßen die Betriebsnummern 97.203 und 204.
Heute wird der Reisezugverkehr mit den Triebwagen der ČD-Baureihe 810 abgewickelt.